# Slovensk lilja
Slovensk lilja (Lilium carniolicum) är en art i familjen liljeväxter. Den förekommer i sydöstra Europa. Arten odlas ibland som trädgårdsväxt i Sverige.

## Synonymer
- Lilium pomponium var. carniolicum (Bernh. ex W.D.J.Koch) Fiori in A.Fiori & al.
- Lilium pyrenaicum subsp. carniolicum (Bernh. ex W.D.J.Koch) V.A.Matthews
- Lilium sanguineopurpureum Beck